# Tessanne Chin

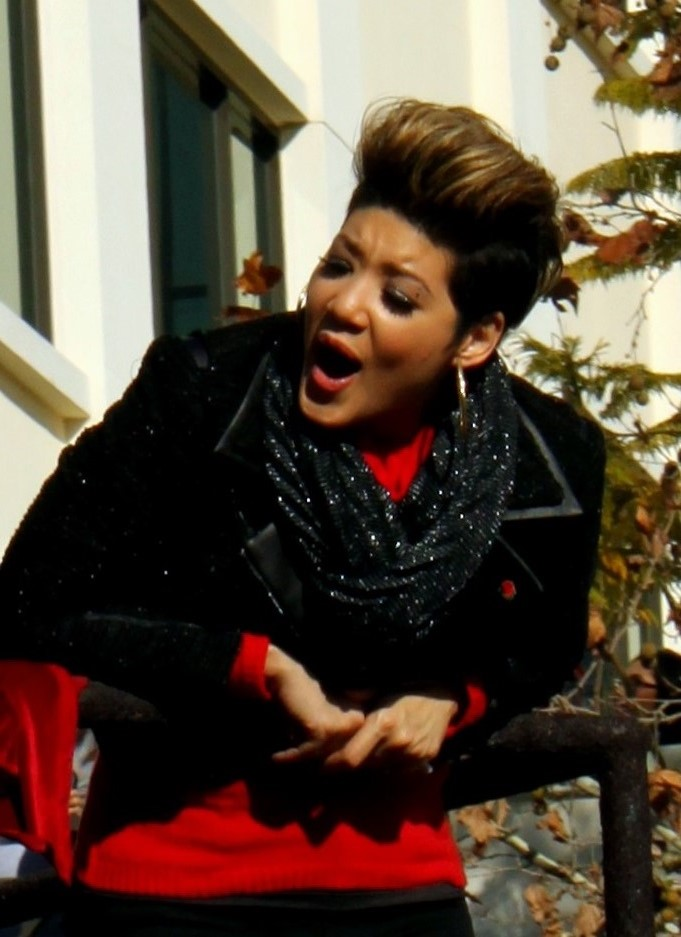
Tessanne Chin (2014)

Tessanne Chin (* 23. September 1985 in Kingston) ist eine jamaikanische Popsängerin. Sie gewann 2013 die fünfte Staffel der amerikanischen Gesangs-Castingshow The Voice.

## Biografie
Tessanne Chins Eltern spielten in einer Band und sie selbst besuchte eine Performing-Arts-Schule. Mit zwölf Jahren ging sie für einige Zeit nach England. Zurück in Jamaika wurde sie Sängerin der Rockband Mile High. Sie verließ nach einiger Zeit die Band, um eine Solokarriere anzustreben. Drei Jahre lang war sie Begleitsängerin von Jimmy Cliff und arbeitete für Künstler wie Ky-Mani Marley und Diana King. Für Patti Labelle, Keyshia Cole und Mary J. Blige wurde sie als Opening Act engagiert. Schließlich nahm sie auch ein eigenes Album mit dem Titel In Between Words auf, das 2010 erschien.
2013 nahm Chin an der Castingshow The Voice in den USA teil. Sie überzeugte in den Blind Auditions alle vier Coaches und wählte das Team von Adam Levine. In den einzelnen Runden wählte sie zweimal Songs aus ihrer Heimat von Jimmy Cliff bzw. Bob Marley. Sie hatte bis zur Vorschlussrunde keinen herausragenden Auftritt, erst durch ihre Darbietung des Simon-and-Garfunkel-Klassikers Bridge over Troubled Water kam sie in die Favoritenrolle. Das Lied kam nach der Halbfinalshow auf Platz eins der iTunes-Charts. Im Finale punktete sie mit zwei weiteren Klassikern – I Have Nothing von Whitney Houston und Let It Be von den Beatles – und gewann die Staffel.

## Diskografie
Lieder
- Songs aus den The-Voice-Sendungen vom 24. September bis 16. Dezember 2013
  - Try (Pink)
  - Next to Me (Emeli Sandé – „Battle“ mit Donna Allen)
  - Stronger (What Doesn’t Kill You) (Kelly Clarkson)
  - Many Rivers to Cross (Jimmy Cliff)
  - My Kind of Love (Emeli Sandé)
  - If I Were Your Woman (Gladys Knight)
  - Underneath It All (No Doubt)
  - Redemption Song (Bob Marley)
  - Unconditionally (Katy Perry)
  - Bridge over Troubled Water (Simon & Garfunkel)
  - Let It Be (The Beatles – Duett mit Coach Adam Levine)
  - I Have Nothing (Whitney Houston)

Alben
- In Between Words (2010)
- Tessanne Chin (2014)